# Aulacomya regia
Aulacomya regia is een tweekleppigensoort uit de familie van de Mytilidae. De wetenschappelijke naam van de soort is voor het eerst geldig gepubliceerd in 1957 door Powell.